# Nicolae Coval
Nicolae Coval (19. prosince 1904 - 15. ledna 1970) byl sovětský a moldavský politik.

## Život
Nicolae Coval se narodil 19. prosince 1904 ve městě Kamenka (nyní v Podněstří). Nicolae Coval se stal členem KSČ v roce 1939. V letech 1940-1945 působil jako lidový komisař zemědělství MSSR. Na 1.-4. a 10.-12. sjezdu Komunistické strany MSSR byl zvolen členem ústředního výboru. Působil také jako poslanec Nejvyššího sovětu SSSR (v 1., 2., 6. a 7. zákonodárném sboru) a jako poslanec Nejvyššího sovětu SSSR (v 1. až 3. zákonodárném sboru).
Od 19. dubna 1945 do 5. ledna 1946 zastával Nicolae Coval funkci předsedy lidových komisařů Sovětu Moldavské SSR. Dne 5. ledna 1946 byl Nicolae Coval jmenován prvním tajemníkem Komunistické strany Moldavské SSR a tuto funkci zastával do 3. listopadu 1950. V letech 1945-50 a 1962 působil jako člen předsednictva ÚV PCM.
Dne 17. března 1949 se komunističtí představitelé v Kišiněvě (Nicolae Coval a Gherasim Rudi) spolu s představitelem Ústředního výboru PCM pro MSSR V. Ivanovem, obrátili na Stalina "Žádostí o povolení deportace kulaků a dalších protisovětských živlů z republiky".
Několik měsíců po deportacích, u příležitosti třetího plenárního zasedání ÚV Komunistické strany Moldavské SSR 1.-2. prosince 1949, vůdce komunistů v Kišiněvě Nicolae Coval hrdě referoval o "skvělém vítězství" dosaženém v boji za likvidaci rumunských/bazarabských čabraků jako třídy a jejich deportaci: "Velký význam pro úspěšnou kolektivizaci zemědělství měl přechod od politiky omezování k politice likvidace čaburiánů jako třídy a s tím související provedení deportace značné části čaburiánů a dalších nepřátelských živlů do zahraničí".
V letech 1951-1967 zastával různé vedoucí funkce v sovětských politických a ekonomických orgánech, např. předseda Gosplanu v Moldavské SSR (1960-1967) a místopředseda Rady ministrů Moldavské SSR - funkce odpovídající funkci místopředsedy vlády (1965-1967). V roce 1967 odešel do důchodu.
Nicolae Coval zemřel 15. ledna 1970 v Kišiněvě. Politická činnost bývalého sovětského vůdce v Moldavské SSR je popsána v knize.

## Ocenění
Za zásluhy o organizaci Moldavské SSR obdržel Nicolae Coval následující vyznamenání:
- Leninův řád (2x)
- Řád rudého praporu práce (3x)